# My Favourite Faded Fantasy
My Favourite Faded Fantasy é o terceiro álbum de estúdio do músico irlandês Damien Rice. O disco foi lançado em 31 de outubro de 2014. O álbum foi produzido por Rick Rubin.
O disco acabou sendo um sucesso de crítica e venda.

## Faixas
Todas as faixas escritas e compostas por Damien Rice. 
| CD             |                                |         |  |
| N.º            | Título                         | Duração |  |
| 1.             | "My Favourite Faded Fantasy"   | 6:12    |  |
| 2.             | "It Takes a Lot to Know a Man" | 9:33    |  |
| 3.             | "The Greatest Bastard"         | 5:04    |  |
| 4.             | "I Don't Want to Change You"   | 5:26    |  |
| 5.             | "Colour Me In"                 | 5:18    |  |
| 6.             | "The Box"                      | 4:27    |  |
| 7.             | "Trusty and True"              | 8:09    |  |
| 8.             | "Long Long Way"                | 6:21    |  |
| Duração total: | Duração total:                 | 49:50   |  |

## Tabelas musicais
| Paradas (2014)                  | Melhor posição |
| ------------------------------- | -------------- |
| Alemanha (Media Control)        | 13             |
| Austrália (ARIA Charts)         | 25             |
| Áustria (Ö3 Austria Top 40)     | 19             |
| Bélgica Flanders (Ultratop 50)  | 4              |
| Bélgica Valônia (Ultratop 40)   | 15             |
| Canadá (Billboard Albums Chart) | 8              |
| Dinamarca (Hitlisten)           | 38             |
| Espanha (PROMUSICAE)            | 26             |
| Estados Unidos (Billboard 200)  | 15             |
| França (SNEP)                   | 48             |
| Irlanda (Irish Albums Chart)    | 1              |
| Itália (FIMI)                   | 10             |
| Nova Zelândia (RMNZ)            | 33             |
| Países Baixos (MegaCharts)      | 2              |
| Suíça (Schweizer Hitparade)     | 5              |
| Reino Unido (UK Albums Chart)   | 7              |